# Mary's Boy Child
Mary's Boy Child es una canción de Navidad de 1956, escrita por Jester Hairston
Fue grabada por primera vez por Harry Belafonte en 1956 y se convirtió en un éxito en RCA Victor 20-6735 (78 RPM) / 47-6735 (45 RPM) en el álbum "To Wish you a Merry Christmas". En 1962 Harry Belafonte compuso una versión más larga que fue añadida al álbum musical anterior. La canción también fue interpretada por Mahalia Jackson en 1956 con el título "Mary's Little Boy Child" en Columbia 40777 (78 RPM) / 4-40777 (45 RPM).

## Versiones
También ha sido interpretada porː
- The Brothers Four
- Greg MacDonald
- The Merrymen
- Jim Reeves (1963)
- Boney M
- Kiri Te Kanawa (1984)
- Harry Connick Jr
- Jan Malmsjö
- Kikki Danielsson
- Nina & Frederik
- Tommy Körberg
- Anne Murray
- Tarja Turunen (en finés)

Y otros muchos grupos y autores musicales.
- Datos: Q999111